# Łękawica Stara (gromada)
Łękawica Stara (od 31 XII 1961 Studzianki) – dawna gromada, czyli najmniejsza jednostka podziału terytorialnego Polskiej Rzeczypospolitej Ludowej w latach 1954–1972.
Gromady, z gromadzkimi radami narodowymi (GRN) jako organami władzy najniższego stopnia na wsi, funkcjonowały od reformy reorganizującej administrację wiejską przeprowadzonej jesienią 1954 do momentu ich zniesienia z dniem 1 stycznia 1973, tym samym wypierając organizację gminną w latach 1954–1972.
Gromadę Łękawica Stara siedzibą GRN w Łękawicy Starej (w obecnym brzmieniu: Łękawica) utworzono – jako jedną z 8759 gromad na obszarze Polski – w powiecie kozienickim w woj. kieleckim, na mocy uchwały nr 13e/54 WRN w Kielcach z dnia 29 września 1954. W skład jednostki weszły obszary dotychczasowych gromad Basinów, Celinów, Dziecinów, Edwardów, Łękawica Stara, Paprotnia i Studzianki ze zniesionej gminy Trzebień w tymże powiecie. Dla gromady ustalono 13 członków gromadzkiej rady narodowej.
31 grudnia 1961 do gromady Łękawica Stara przyłączono wieś Chodków ze zniesionej gromady Ryczywół oraz wsie Grabnowola, Dąbrówki Grabnowolskie i Ignacówka oraz kolonię Grabnowola z gromady Głowaczów w tymże powiecie, po czym gromadę Łękawica Stara zniesiono przez przeniesienie siedziby GRN z Łękawicy Starej do Studzianek i zmianę nazwy jednostki na gromada Studzianki.